# Suurna (Salme)
Suurna – wieś w Estonii, w prowincji Sarema, w gminie Salme.